# 下水湯

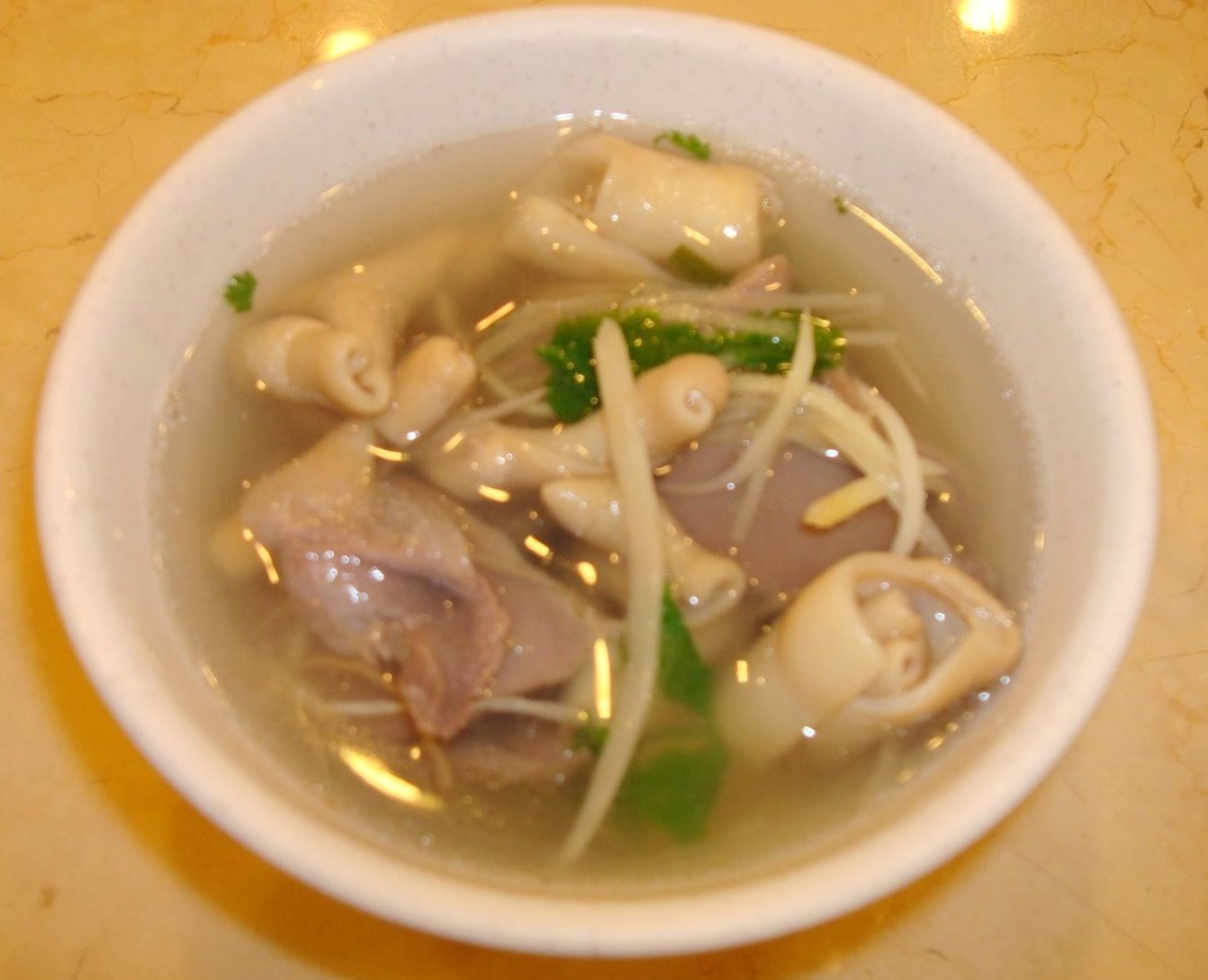
下水湯

下水湯為台灣舊時普遍見於菜市場旁、麵攤、麵店之雞鴨內臟，經過潔淨處理後，加薑絲、葱同烹煮成清湯。嗜酸者加烏醋，嗜香者多加芝麻油。

## 緣起
下水廣義指一般指動物內臟，名稱由來未有定論。較為人知的說法之一是源自英文Haslet soup，到了日本成了外來語ハススープ，再到台灣時便由台語讀音相近的下水表示。由於舊時民生物資營養欠缺，雞鴨內臟多賤賣甚至免費贈送，廣受人民烹調食用。

## 介紹
雞鴨內臟尤其是胰臟、脾臟、雞胗（砂囊）極富嚼勁，口感頗佳，現今則仍有嗜吃者點此菜，視同美味珍饈。但動物內臟的膽固醇甚高，不宜過量食用以護健康。而且內臟不易消化，胃腸不佳及老少亦不宜食用。